# Sylvia Brustad

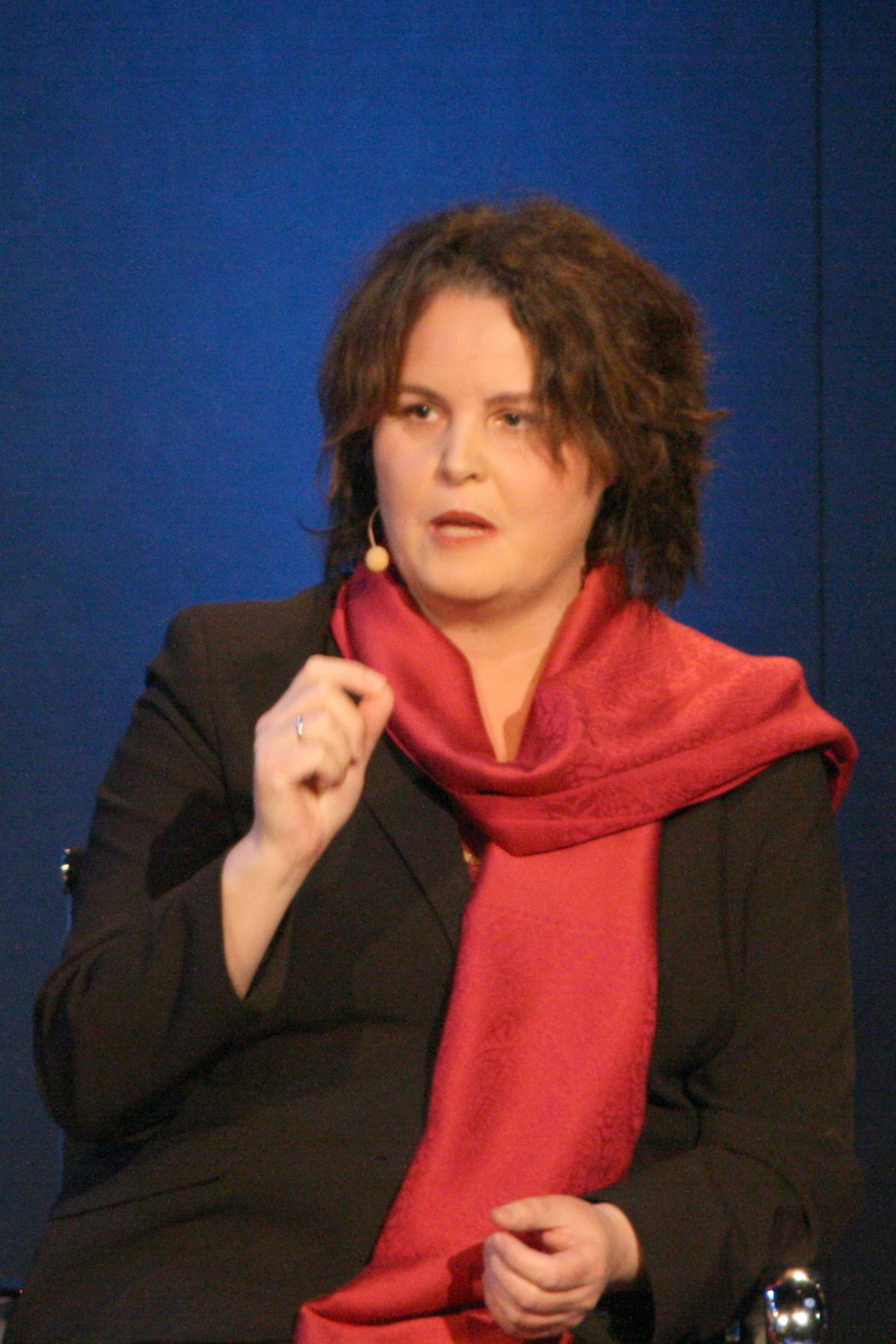
Sylvia Brustad (2009)

Sylvia Brustad (* 19. Dezember 1966 in Elverum) ist eine norwegische Politikerin der sozialdemokratischen Arbeiderpartiet. Von 2005 bis 2009 war sie Ministerin im zweiten Kabinett von Jens Stoltenberg.

## Ausbildung und Beruf
Nach dem Abitur (examen artium) 1983 studierte sie 1985 ein Jahr an der Volkshochschule der Arbeiterbewegung in Ringsaker. Von 1987 bis 1989 arbeitete sie als Journalistin für das Gewerkschaftsblatt  LO-aktuelt und die sozialdemokratische Wochenzeitung Aktuelt Perspektiv. Seit Herbst 2013 nimmt Brustad eine leitende Position im Unternehmen Aker Solutions ein, an deren Hauptanteilseigner Aker Holding AS der norwegische Staat mit 30 Prozent beteiligt ist.

## Öffentliche Ämter
Brustad war von 1987 bis 1989 Mitglied der Provinzversammlung (Fylkesting) von Hedmark. Von 1989 bis 2009 war sie für Hedmark Mitglied des Stortings. Sylvia Brustad war von 1996 bis 1997 Ministerin für Kinder und Familie im Kabinett von Thorbjørn Jagland. Sie war Ministerin für Kommunen und Regionen im ersten Kabinett von Jens Stoltenberg von 17. März 2000 bis 19. Oktober 2001. Vom 17. Oktober 2005 bis zum 20. Oktober 2009 war sie Ministerin im zweiten Kabinett Stoltenberg, zunächst für Gesundheit und Wohlfahrt, ab dem 20. Juni 2008 für Wirtschaft und Handel. Von 2010 bis 2013 wirkte sie als Fylkesmann von Hedmark.